# Frank Butler (hudebník)
Frank Butler (18. února 1928 – 24. července 1984) byl americký jazzový bubeník. Narodil se v Kansas City ve státě Missouri a na střední škole hrál na bicí ve školních kapelách. V roce 1950 krátce hrál s Davem Brubeckem. Byl převážně sidemanem, avšak nahrál i dvě vlastní alba: The Stepper a Wheelin' and Dealin' (1978). Během své kariéry spolupracoval s mnoha dalšími hudebníky, mezi něž patří například Phineas Newborn, Ben Webster, Miles Davis, Elmo Hope a Harold Land. Zemřel v kalifornském městě Ventura ve věku 56 let.